# A DC Super Hero Girls epizódjainak listája
Ez a lap a DC Super Hero Girls című televíziós sorozat epizódjait sorolja fel.

## Évados áttekintés
| Évad | Évad | Epizódok | Eredeti sugárzás | Eredeti sugárzás   | Eredeti adó     | Magyar sugárzás      | Magyar sugárzás    | Magyar adó      |
| Évad | Évad | Epizódok | Évadpremier      | Évadfinálé         | Eredeti adó     | Évadpremier          | Évadfinálé         | Magyar adó      |
| ---- | ---- | -------- | ---------------- | ------------------ | --------------- | -------------------- | ------------------ | --------------- |
|      | 1    | 52       | 2019. március 8. | 2020. december 26. | Cartoon Network | 2019. szeptember 28. | 2020. december 19. | Cartoon Network |
|      | 2    | 26       | 2021. június 6.  | 2021. október 24.  | Cartoon Network | 2021. október 18.    | 2022. május 3.     | Cartoon Network |

## 1. évad (2019-2020)
| #   | #   | Eredeti cím                      | Magyar cím                 | Rendező                                 | Író                          | Eredeti premier      | Magyar premier       |
| --- | --- | -------------------------------- | -------------------------- | --------------------------------------- | ---------------------------- | -------------------- | -------------------- |
| 1.  | 1.  | #SweetJustice                    | #ÉdesIgazság               | Noëlle Raffaele & John Sanford          | Lauren Faust & M.A. Larson   | 2019. március 8.     | 2019. szeptember 28. |
| 2.  | 2.  | #SweetJustice                    | #ÉdesIgazság               | Noëlle Raffaele                         | Lauren Faust & M.A. Larson   | 2019. március 8.     | 2019. szeptember 28. |
| 3.  | 3.  | #SweetJustice                    | #ÉdesIgazság               | Noëlle Raffaele                         | Lauren Faust & M.A. Larson   | 2019. március 8.     | 2019. szeptember 28. |
| 4.  | 4.  | #SweetJustice                    | #ÉdesIgazság               | Noëlle Raffaele & John Sanford          | Lauren Faust & M.A. Larson   | 2019. március 8.     | 2019. szeptember 28. |
| 5.  | 5.  | #AdventuresInBunnysitting        | #NyuszivigyázásiKalandok   | John Sanford                            | M.A. Larson                  | 2019. március 17.    | 2019. szeptember 30. |
| 6.  | 6.  | #HateTriangle                    | #ÖsszetörtSzív             | John Sanford                            | M.A. Larson                  | 2019. március 24.    | 2019. október 1.     |
| 7.  | 7.  | #BurritoBucket                   | #BurritoVödör              | John Sanford                            | Emily Brundige               | 2019. március 31.    | 2019. szeptember 29. |
| 8.  | 8.  | #MeetTheCheetah                  | #IsmerdMegAGepárdot        | Noëlle Raffaele                         | M.A. Larson                  | 2019. április 7.     | 2019. szeptember 29. |
| 9.  | 9.  | #Beeline                         | #BátorBee                  | Noëlle Raffaele                         | Rachel Vine                  | 2019. május 12.      | 2019. szeptember 30. |
| 10. | 10. | #SuperWho?                       | #SuperKi?                  | Noëlle Raffaele                         | Rachel Vine                  | 2019. április 19.    | 2019. október 1.     |
| 11. | 11. | #ShockItToMe                     | #KiNevetAVégén?            | Noëlle Raffaele                         | Ryan Faust                   | 2019. május 26.      | 2019. december 9.    |
| 12. | 12. | #SheMightBeGiant                 | #KiAKicsitNemBecsüli...    | Jennifer Kluska & John Sanford          | Emily Brundige               | 2019. június 2.      | 2019. december 9.    |
| 13. | 13. | #FightAtTheMuseum                | #CsataAMúzeumban           | Noëlle Raffaele                         | Patrick Rieger               | 2019. június 9.      | 2019. december 10.   |
| 14. | 14. | #FromBatToWorse                  | #BatmanKisSegédje          | Jennifer Kluska & John Sanford          | Patrick Rieger               | 2019. július 29.     | 2019. december 10.   |
| 15. | 15. | #CrushingIt                      | #Szívzűr                   | Natalie Wetzig                          | G.M. Berrow                  | 2019. július 29.     | 2019. december 11.   |
| 16. | 16. | #MisgivingTree                   | #VédjükMegAFát             | Juston Gordon-Montgomery & John Sanford | Emily Brundige               | 2019. július 30.     | 2019. december 11.   |
| 17. | 17. | #IllusionsOfGrandeur             | #TöbbetÉsszelMintBűvésszel | Noëlle Raffaele                         | Cindy Morrow                 | 2019. július 31.     | 2019. december 12.   |
| 18. | 18. | #BeastsInShow                    | #AJófiúk                   | Natalie Wetzig                          | M.A. Larson                  | 2019. augusztus 1.   | 2019. december 12.   |
| 19. | 19. | #GothamCon                       | #GothamCon                 | Juston Gordon-Montgomery & John Sanford | Tim Sheridan                 | 2019. augusztus 2.   | 2019. december 13.   |
| 20. | 20. | #DCSuperHeroBoys                 | #ASzuperhősFiúk            | Natalie Wetzig                          | Tim Sheridan                 | 2019. szeptember 7.  | 2020. április 14.    |
| 21. | 21. | #DCSuperHeroBoys                 | #ASzuperhősFiúk            | Natalie Wetzig                          | Tim Sheridan                 | 2019. szeptember 7.  | 2020. április 15.    |
| 22. | 22. | #Frenemies                       | #KedvesEllenségem          | Juston Gordon-Montgomery                | Tim McKeon                   | 2019. október 11.    | 2019. december 13.   |
| 23. | 23. | #Frenemies                       | #KedvesEllenségem          | Juston Gordon-Montgomery                | Tim McKeon                   | 2019. október 11.    | 2020. április 13.    |
| 24. | 24. | #SoulSisters                     | #Lelkitársak               | Noëlle Raffaele                         | Ben Joseph                   | 2019. október 25.    | 2020. április 16.    |
| 25. | 25. | #SoulSisters                     | #Lelkitársak               | Noëlle Raffaele                         | Ben Joseph                   | 2019. október 25.    | 2020. április 17.    |
| 26. | 26. | #Abracadabrapalooza              | #AzAbrakadabraFesztivál    | Natalie Wetzig                          | Emily Brundige & M.A. Larson | 2019. november 30.   | 2020. április 20.    |
| 27. | 27. | #RageCat                         | #AMérgesCica               | Noëlle Raffaele                         | Cindy Morrow                 | 2019. november 30.   | 2020. április 21.    |
| 28. | 28. | #TheGoodTheBadAndTheBizarre      | #AJóARosszÉsABizarr        | Noëlle Raffaele                         | M.A. Larson                  | 2019. december 16.   | 2020. április 22.    |
| 29. | 29. | #BackInAFlash                    | #VisszaAJelenbe            | Juston-Gordon Montgomery                | Nick Confalone               | 2019. december 17.   | 2020. április 23.    |
| 30. | 30. | #PowerSurge                      | #Powergirl                 | Natalie Wetzig                          | Patrick Rieger               | 2019. december 18.   | 2020. április 24.    |
| 31. | 31. | #ScrambledEggs                   | #Tojásvadászat             | Natalie Wetzig                          | Tim Sheridan                 | 2019. december 19.   | 2020. szeptember 17. |
| 32. | 32. | #DramaQueen                      | #SzedettVedettSzíndarab    | Noëlle Raffaele                         | M.A. Larson                  | 2019. december 20.   | 2020. szeptember 16. |
| 33. | 33. | #AllyCat                         | #CselesCsatlós             | Juston Gordon-Montgomery                | Ben Joseph                   | 2020. március 8.     | 2020. szeptember 10. |
| 34. | 34. | #AllyCat                         | #CselesCsatlós             | Juston Gordon-Montgomery                | Ben Joseph                   | 2020. március 8.     | 2020. szeptember 11. |
| 35. | 35. | #Retreat                         | #Menedékház                | Juston Gordon-Montgomery                | Ryan Faust                   | 2020. március 15.    | 2020. szeptember 8.  |
| 36. | 36. | #DinnerForFive                   | #SzíveslátásVendéglátás    | Juston Gordon-Montgomery                | M.A. Larson                  | 2020. március 22.    | 2020. szeptember 18. |
| 37. | 37. | #LivingTheNightmare              | #UtálomARémálmom           | Phil Allora és Natalie Wetzig           | Juston Gordon-Montgomery     | 2020. március 29.    | 2020. december 15.   |
| 38. | 38. | #AllAboutZee                     | #KínosKullancs             | Noëlle Raffaele                         | Ryan Faust                   | 2020. április 5.     | 2020. december 15.   |
| 39. | 39. | #TweenTitans                     | #MiniTitánok               | Natalie Wetzig                          | Tim Sheridan                 | 2020. április 12.    | 2020. december 14.   |
| 40. | 40. | #EmperorPenguin                  | #Pingv-in-trika            | Natalie Wetzig                          | M.A. Larson                  | 2020. április 19.    | 2020. december 14.   |
| 41. | 41. | #BreakingNews                    | #EgetverőHírverő           | Phil Allora                             | Colleen Evanson              | 2020. április 26.    | 2020. december 18.   |
| 42. | 42. | #CrashCourse                     | #Gyorstalpaló              | Noëlle Raffaele                         | M.A. Larson                  | 2020. május 3.       | 2020. szeptember 9.  |
| 43. | 43. | #LeagueOfShadows                 | #ÁrnyakSerege              | Noëlle Raffaele                         | Ryan Faust                   | 2020. augusztus 22.  | 2020. szeptember 14. |
| 44. | 44. | #LeagueOfShadows                 | #ÁrnyakSerege              | Noëlle Raffaele                         | Ryan Faust                   | 2020. augusztus 22.  | 2020. szeptember 15. |
| 45. | 45. | #HousePest                       | #VandálVendég              | Juston Gordon-Montgomery                | Gillian Berrow               | 2020. szeptember 20. | 2020. december 16.   |
| 46. | 46. | #ItsComplicated                  | #BonyolultBarátok          | Noëlle Raffaele                         | M. A. Larson                 | 2020. szeptember 20. | 2020. december 16.   |
| 47. | 47. | #TheBirdAndTheBee                | #SzeleburdiSzárnysegéd     | Noëlle Raffaele                         | Kristin Holloway             | 2020. szeptember 27. | 2020. december 18.   |
| 48. | 48. | #FantasticBeastsAndHowToMindThem | #ÍgyNeveldASzárnyasodat!   | Phil Allora                             | Patrick Rieger               | 2020. szeptember 27. | 2020. december 19.   |
| 49. | 49. | #AwesomeAuntAntiope              | #CsudaklasszNagynéni       | Natalie Wetzig                          | Ben Joseph                   | 2020. szeptember 19. | 2020. szeptember 7.  |
| 50. | 50. | #SchoolGhoul                     | #SikítóFrász               | Juston Gordon-Montgomery                | Ryan Faust                   | 2020. október 4.     | 2020. december 19.   |
| 51. | 51. | #FreshPrincessOfRenFaire         | #FinomFruskaAFesztiválon   | Juston Gordon-Montgomery                | Lindsey Kerns                | 2020. december 26.   | 2020. december 17.   |
| 52. | 52. | #FreshPrincessOfRenFaire         | #FinomFruskaAFesztiválon   | Juston Gordon-Montgomery                | Lindsey Kerns                | 2020. december 26.   | 2020. december 17.   |

## 2. évad (2021)
| #   | #   | Eredeti cím                        | Magyar cím                | Rendező                                | Író                          | Eredeti premier    | Magyar premier    |
| --- | --- | ---------------------------------- | ------------------------- | -------------------------------------- | ---------------------------- | ------------------ | ----------------- |
| 53. | 1.  | #AmBatgirl                         | #BatgirlBevetésen         | Juston Gordon-Montgomery               | Jase Ricci                   | 2021. június 6.    | 2021. október 18. |
| 54. | 2.  | #AmBatgirl                         | #BatgirlBevetésen         | Juston Gordon-Montgomery               | Jase Ricci                   | 2021. június 6.    | 2021. október 18. |
| 55. | 3.  | #DoubleDanvers                     | #KettőKara                | Jordan Rosato                          | Gillian Berrow               | 2021. június 13.   | 2021. október 19. |
| 56. | 4.  | #AccordingToGarth                  | #GarthSzerintAJátékvilág  | Juston Gordon-Montgomery               | Juston Gordon-Montgomery     | 2021. június 13.   | 2021. október 19. |
| 57. | 5.  | #SuperWonderBatBeeZeeLanternMobile | #KincsAKocsink            | Jordan Rosato                          | Colleen Evanson              | 2021. június 27.   | 2021. október 20. |
| 58. | 6.  | #SirensConch                       | #ASzirénekÉneke           | Brianne Drouhard és Ben Jones          | Laura Sreebny                | 2021. június 27.   | 2021. október 20. |
| 59. | 7.  | #AngerManagement                   | #TúlLelkesLelkitámasz     | Juston Gordon-Montgomery               | Lacey Felix & Julia Layton   | 2021. július 4.    | 2021. október 21. |
| 60. | 8.  | #HappyBirthdayZee                  | #SzenvedélyesSzülinap     | Jordan Rosato                          | Rachel McNevin               | 2021. július 4.    | 2021. október 21. |
| 61. | 9.  | #TheGreenRoom                      | #AFöldZöldŐre             | Brianne Drouhard                       | Ron Corcillo és Russ Carney  | 2021. július 11.   | 2021. október 22. |
| 62. | 10. | #EnterNightSting                   | #ElNemJövőJövő            | Juston Gordon-Montgomery               | Han-Yee Ling                 | 2021. július 11.   | 2021. október 22. |
| 63. | 11. | #WorldsFinest                      | #NyerőPáros               | Jordan Rosato                          | Sammie Crowley               | 2021. július 18.   | 2021. október 23. |
| 64. | 12. | #WorkingStiff                      | #Buzgómócsing             | Brianne Drouhard                       | Colleen Evanson              | 2021. július 18.   | 2021. október 23. |
| 65. | 13. | #MultipliciZee                     | #KözösTöbbszörös          | Juston Gordon-Montgomery               | Laura Sreebny és Shane Lynch | 2021. július 25.   | 2021. október 24. |
| 66. | 14. | #TheMinus                          | #ARosszjegy               | Jordan Rosato                          | Moira Leeper                 | 2021. július 25.   | 2022. április 25. |
| 67. | 15. | #Powerless                         | #NyerőErő                 | Brianne Drouhard                       | Ron Corcillo és Russ Carney  | 2021. augusztus 1. | 2022. április 25. |
| 68. | 16. | #AcceptNoSubstitute                | #PótolhatatlanPóttanár    | Juston Gordon-Montgomery és Gina Gress | Anne Owen                    | 2021. augusztus 1. | 2022. április 26. |
| 69. | 17. | #TheWarriorAndTheJester            | #SzemenszedettSzövetséges | Jordan Rosato                          | Colleen Evanson              | 2021. augusztus 8. | 2022. április 26. |
| 70. | 18. | #MotherKnowsBest                   | #AnyaiElvárások           | Cole Harrington                        | Rachel McNevin               | 2021. augusztus 8. | 2022. április 27. |
| 71. | 19. | #DetentionClub                     | #KitüntetőBüntetés        | Brianne Drouhard                       | Joan Ford                    | 2021. október 3.   | 2022. április 27. |
| 72. | 20. | #SmallVictories                    | #GyatraGyőzelmek          | Gina Gress                             | Laura Sreebny                | 2021. október 3.   | 2022. április 29. |
| 73. | 21. | #CruzControl                       | #VitásVálasztás           | Jordan Rosato                          | Ryan Faust                   | 2021. október 10.  | 2022. április 29. |
| 74. | 22. | #WhySoBlue                         | #ABolondságKékBogara      | Cole Harrington                        | Ron Corcillo és Russ Carney  | 2021. október 10.  | 2022. május 2.    |
| 75. | 23. | #OneEnchantedEvening               | ElvarázsoltEste           | Gina Gress                             | Rachel McNevin               | 2021. október 17.  | 2022. május 2.    |
| 76. | 24. | #TheAquamanCometh                  | #AquamanFelszínreTör      | Jordan Rosato                          | Ron Corcillo és Russ Carney  | 2021. október 17.  | 2022. május 3.    |
| 77. | 25. | #NightmareInGotham                 | #GothamiRémmesék          | Gina Gress és Jordan Rosato            | Jase Ricci                   | 2021. október 24.  | 2022. április 28. |
| 78. | 26. | #NightmareInGotham                 | #GothamiRémmesék          | Gina Gress és Jordan Rosato            | Jase Ricci                   | 2021. október 24.  | 2022. április 28. |

## Filmek
| Eredeti cím                                                     | Magyar cím                                               | Rendezte      | Írta             | Eredeti bemutató | Magyar bemutató |
| --------------------------------------------------------------- | -------------------------------------------------------- | ------------- | ---------------- | ---------------- | --------------- |
| Teen Titans Go! & DC Super Hero Girls: Mayhem in the Multiverse | Tini Titánok és Tini Szuperhősök: Káosz a multiverzumban | James Krenzke | Brady Klosterman | 2022. május 28.  | 2024. január 3. |